# Frascati Superiore DOCG
| Disciplinare DOCG Stato Italia Regione Lazio Frascati Superiore Decreto del 30 novembre 2011 Gazzetta del 20 dicembre 2011 nº 295 Regolamenta i seguenti vini: |
| Frascati Superiore Frascati Superiore riserva |
| Fonte: MiPAAF - Disciplinari di produzione vini |

 Frascati Superiore è la denominazione relativa al disciplinare di alcuni vini a DOCG prodotti in alcuni comuni della provincia di Roma

## Zona di produzione
La zona di produzione della DOCG “Frascati Superiore” comprende per intero il territorio dei comuni di Frascati, Grottaferrata, Monte Porzio Catone, ed in parte quelli di Roma e Monte Compatri.

## Informazioni sulla zona geografica
La zona della DOCG “Frascati Superiore” si estende per 8 300  ettari sul versante settentrionale dei Colli Albani.
Si tratta di terreni di origine vulcanica (ad iniziare da 600 000  anni fa, la zona è stata interessata dall'attività del cosiddetto “Vulcano Laziale”) costituiti da ceneri e lapilli sedimentati in strati di notevole spessore più o meno cementati.
Sono presenti:
pozzolane (localmente dette "terrinelle") che danno luogo a terreni sabbiosi, profondi, permeabili;
tufi litoidi (i più abbondanti), più o meno duri, formatesi per cementazione di ceneri e lapilli (localmente chiamati cappellacci, cappellacci teneri, occhio di pesce, occhio di pernice, ecc.), pressoché impermeabili che richiedono lavori profondi di scasso per essere messi a coltura;
rocce laviche, dure, praticamente incoltivabili;
alluvioni recenti da cui derivano terreni profondi, tendenzialmente argillosi, spesso umidi.
La loro altitudine è compresa tra i 70 e i 500 m s.l.m., con pendenza variabile ed esposizione ad ovest e a nordovest.
Il loro clima è di tipo mediterraneo di transizione con precipitazioni medie annue di 920 mm, moderata aridità estiva (pioggia 120 mm). Temperatura media di 14,6 °C, con temperatura media inferiore ai 10 °C per 3-4 mesi (minima di 3,4-4,0 °C) e una temperatura relativamente elevata e ottima insolazione nei mesi di settembre ed ottobre (in qualche anno anche fino al mese di novembre).
«…la combinazione tra le caratteristiche del terreno ed i fattori climatici, determina per i vini bianchi, la produzione di significative quantità di precursori aromatici che consentono di esaltare le caratteristiche organolettiche e i sentori tipici dei diversi vitigni.»

## Storia
La presenza della viticoltura nella zona del "Frascati" (l'antico Tusculum) è attestata fin dall'epoca romana da un affresco in cui si vedono due caproni che si affrontano sotto un tralcio di vite carico di grappoli. Ci sono inoltre le testimonianze in molti scritti dei georgici primo fra tutti Marco Porcio Catone detto il Censore, che tratta di vitivinicoltura nel suo trattato De agri cultura.
Marco Terenzio Varrone ci ricorda che, per legge, a Tuscolo nessuno poteva mandare il vino nuovo a Roma prima che fossero celebrate le "Vinalia" (feste del vino).
Ambrogio Teodosio Macrobio scrive che Quinto Ortensio Ortalo innaffiava i suoi platani a Tuscolo con il vino lì prodotto per farli crescere più rigogliosi.
Le vigne sotto Frascati sono poi citate in una bolla di Papa Sergio I (687-701) e, ancora dopo (1515), negli statuti concessi da Marcantonio Colonna, che fra l'altro regolamentavano la coltivazione dei vigneti e la produzione del vino.
Sante Lacerio, bottigliere di Papa Paolo III (1534-1549), cita il vino di Frascati, di Marino e di Grottaferrata quali i migliori dell'epoca.
Un anonimo cronista al seguito del cardinale Scipione Borghese (1734-1782), riferendosi a Frascati: «della bontà del sito non mi è necessario dirlo, perché la virtù et la varietà et la opportunità del terreno si mostra pur anco hoggidì, quando le sue vigne producono frutti et liquori di tale squisitezza, che io non intendo in quale parte si trovino migliori».
In Monumenti dello Stato pontificio e relazione topografica di ogni paese (1835) di Giuseppe Marocco, si legge:
per Monte Porzio Catone «Gli abitanti sono pieni di convenienza , si applicano ai lavori della campagna, e la maggiore utilità l'hanno sul commercio dèl vino»
per Grottaferrata «i vini sono eccellenti»
per Frascati «Il territorio è feracissimo… produce eccellenti vini».
Nel trattato "Storia della vite e del vino in Italia" (1931-37) di Giovanni Dalmasso, si cita Andrea Bacci (1524-1600) (medico di Sisto V ed autore del trattato “De naturali vinorum historia”) che aveva scritto di Frascati «luogo di delizie, generoso di uve e di vari frutti… …quegli industri coltivatori avevano propagato nelle loro vigne le viti più elette d'Italia… (e producevano vini che venivano forniti) …ai conviti principeschi, nonché alle mense borghesi di Roma».
Il 23 maggio 1949, 18 produttori sottoscrivono la nascita del "Consorzio del Frascati" allo scopo di tutelare il vino Frascati dalle falsificazioni, valorizzarlo e propagandarlo.
Precedentemente all'attuale disciplinare questa DOCG era stata:
- Approvata DOCG con DM 20.09.2011 G.U. 240 - 14.10.2011